# Diversification (stratégie d'entreprise)
Pour les articles homonymes, voir Diversification.
La diversification est le fait pour une entreprise d'investir dans de nouvelles activités.

## En gestion d'entreprise
La diversification est le fait pour une entreprise de créer ou d'acquérir de nouvelles activités, ou de les étendre à d'autres territoires géographiques. Elle est destinée à :
- diviser ses risques d'exploitation,
- ou au contraire à prendre de nouveaux risques pour profiter d'occasions (options réelles) et si possible de synergies (diversification offensive),
- ou éventuellement compenser un recul de rentabilité de ses activités et marchés traditionnels (diversification défensive), c'est alors un outil de reconversion.

### Diversification externe / interne
- La diversification externe est l'acquisition d'autres entreprises d'un secteur différent ou situées sur un marché géographique différent,
- La diversification interne est le lancement d'activités nouvelles ou la prospection de zones nouvelles à partir de l'entreprise.

### Tests de diversification (options réelles)
La diversification peut conduire à un éparpillement de moyens et d'efforts et doit donc se faire avec précaution. C'est ainsi que certaines diversifications se font au départ par petites touches pour tester de nouvelles activités pouvant être prometteuses sans trop y engager de moyens. Il s'agit juste de prendre une option en considération des ressources financières. Toutefois cette opération doit être suivie de près, car si les moyens sont insuffisants l'occasion risque d'être mal exploitée.

## En finance
La diversification d'un portefeuille boursier, et plus largement du patrimoine net d'un individu ou d'une institution, est avant tout une méthode de gestion du risque en variant les types de placements. 
Elle est un concept central de la théorie moderne du portefeuille. C'est ainsi que certains modèles mathématiques de diversification efficiente sont censés optimiser la rentabilité attendue du portefeuille en fonction du niveau de risque accepté par le détenteur.